# Urbain Guillet
Urbain Guillet OCR  (* 13. Februar 1764 in Nantes; † 2. April 1817 in Cholet) war ein französischer Trappistenmönch, Prior und Klostergründer in Nordamerika.

## Leben
Guillet wuchs in Frankreich auf, fern von seinen Eltern, die eine Plantage auf San Domingo (Hispaniola) besaßen. Nach einem Jahr Medizinstudium trat er 1786 (ein erster Versuch scheiterte 1785) in das Kloster La Trappe ein und legte 1789 (unter Novizenmeister Augustin de Lestrange) die Feierliche Profess ab, wenige Monate vor Auflösung des Klosters durch die Französische Revolution. Guillet begleitete Lestrange in das Exil in der Kartause La Valsainte in der Schweiz und war dort Gastmeister, Infirmar und Subprior. Von Lestrange zur Klostergründung nach Ungarn geschickt, war er von Oktober 1794 bis Oktober 1795 unterwegs, kam aber nur bis Oberösterreich und musste umkehren. Lestrange unterstellte ihm in La Valsainte den neu gegründeten Dritten Orden (ein Erziehungsinstitut), wo er als Erzieher erfolgreich war, dann 1796 die beiden neuen Klöster (Mönche und Nonnen) in Sembrancher.
1798 ging er mit Lestrange nach Orscha. Zeitweilig war er auch Oberer im Kloster Derman in Podolien. Als Lestranges  Wanderkloster sich von Orscha nach Darfeld in Westfalen zurückzog, wurde Guillet 1800 unter Prior Bernard de Girmont  Leiter des Erziehungsinstituts in der Darfelder Filiale St. Liborius in Driburg. 1801 war er in dem den Trappisten überlassenen Schloss Welda bei Warburg. Dann kehrte er nach La Valsainte zurück. 
Im Dezember 1802 schickte ihn Lestrange, obwohl er kein Englisch beherrschte, zur Klostergründung nach Nordamerika. Er reiste über Frankfurt am Main und Amsterdam nach Baltimore, wo er Beziehungen zu Bischof John Carroll aufnahm und erfolglos eine Gründung in Pigeon Hill, bei York (Pennsylvania) versuchte, dann über Pittsburgh, Cincinnati nach Louisville, um (im Zusammenwirken mit Etienne Badin (1768–1853), dem ersten in Nordamerika geweihten römisch-katholischen Priester, sowie mit Charles Nerinckx) in Casey Creek (heute Clementsville, Casey County) bei Bardstown (Kentucky) eine Klostergründung mit Schule zu versuchen. Nach deren Fehlschlagen (durch Brand) reiste er mit Marie-Joseph Dunand und anderen per Floß den Ohio hinunter, dann den Mississippi hinauf nach Florissant (Missouri) bei Saint Louis und gründete (nach Misserfolg in Florissant) 1809 in Monks Mound, Cahokia (Illinois) das Kloster Notre Dame de Bon Secours, das 1812 durch eine Epidemie dezimiert wurde und aufgegeben werden musste. 1814 wurde Guillet von dem 1813 nach Nordamerika nachgereisten Lestrange zur Rückkehr nach Frankreich gezwungen und (nach einem durch die Herrschaft der Hundert Tage vereitelten Versuch der Neubesiedelung von Kloster Bois-Grolland) zum Oberen des 1816 neu besiedelten Klosters Bellefontaine bestellt. Er starb nach kurzer Amtsführung. 
Dreißig Jahre später kam es unweit Casey Creek durch Trappisten aus Kloster Melleray zur ersten erfolgreichen zisterziensischen Klostergründung auf dem Territorium der heutigen Vereinigten Staaten (Trappistenabtei Gethsemani, Kentucky 1848).
Der Trappist Hermeland Bretonnière widmete Guillet eine umfangreiche Biografie (1899).

## Werke
- Les correspondances de Dom Urbain Guillet, 24 juillet 1806-14 mars 1812 et de Frère Marie-Bernard (Louis-Antoine) Langlois, 30 août 1806 – 4 février 1809, avec Mgr Plessis, évêque de Québec. Archives de l’Archevêché de Québec : cotes : AAQ, 7 CM, Etats-Unis. vol. 3, entre 100 et 128,  Guillet, Urbain (1764–1817), Communauté des Moines de l’Abbaye de Notre-Dame de Tamié, 2003.

### Handbuchinformation
- Bernard Peugniez: Le guide routier de l’Europe cistercienne. Esprit des lieux. Patrimoine. Hôtellerie. Straßburg, Editions du Signe, 2012, S. 274 (Bellefontaine), S. 556 (Driburg), S. 569 (Rosenthal-Darfeld).